# Vilaça e Fradelos
Vilaça e Fradelos (oficialmente: União das Freguesias de Vilaça e Fradelos) é uma freguesia portuguesa do município de Braga, com 2,8 km² de área e 1552 habitantes (censo de 2021). A sua densidade populacional é 554,3 hab./km².

## História
Foi constituída em 2013, no âmbito de uma reforma administrativa nacional, pela agregação das antigas freguesias de Vilaça e Fradelos e tem a sede em Vilaça.

## Demografia
A população registada nos censos foi:
| Distribuição da População por Grupos Etários | Distribuição da População por Grupos Etários | Distribuição da População por Grupos Etários | Distribuição da População por Grupos Etários | Distribuição da População por Grupos Etários | Distribuição da População por Grupos Etários |
| -------------------------------------------- | -------------------------------------------- | -------------------------------------------- | -------------------------------------------- | -------------------------------------------- | -------------------------------------------- |
| Antes da agregação                           |                                              |                                              |                                              |                                              |                                              |
| Ano                                          | 0-14 anos                                    | 15-24 anos                                   | 25-64 anos                                   | >= 65 anos                                   | Total                                        |
| 2001                                         | 272                                          | 310                                          | 832                                          | 157                                          | 1571                                         |
| 2011                                         | 224                                          | 200                                          | 934                                          | 222                                          | 1580                                         |
| Após a agregação                             |                                              |                                              |                                              |                                              |                                              |
| Ano                                          | 0-14 anos                                    | 15-24 anos                                   | 25-64 anos                                   | >= 65 anos                                   | Total                                        |
| 2021                                         | 199                                          | 160                                          | 862                                          | 331                                          | 1552                                         |